# Podwójny wychwyt elektronu
Podwójny wychwyt elektronu – reakcja jądrowa, w której jądro przechwytuje dwa elektrony, w wyniku czego powstają dwa neutrony i są emitowane dwa neutrina elektronowe. Liczba atomowa nuklidu maleje o 2, a liczba masowa nie zmienia się.
Przykład reakcji:
7836Kr + 2e− → 7834Se + 2νe
Jest to bardzo rzadki proces rozpadu, który może być obserwowany tylko dla kilku izotopów, dla których wszystkie inne kanały rozpadu są zabronione z powodów energetycznych lub przynajmniej silnie stłumione. Średni czas życia ze względu na ten rozpad jest bardzo długi (przekracza o rzędy wielkości wiek Wszechświata wynoszący ok. 1,4·1010 lat), a izotopy dla których jest on możliwy (jest takich 35) rozpadają się zwykle w inny sposób. 
Do roku 2019 proces ten zaobserwowano dla trzech jąder, 7836Kr, 130  56Ba i 124  54Xe. Ich czas połowicznego rozpadu jest rzędu 1020–1022 lat. Dla 130
Ba oszacowano go na podstawie badań geochemicznych, a dwóch pozostałych jąder stwierdzono eksperymentalnie. 
Rozpad 124
Xe zaobserwowano w eksperymencie przeprowadzonym w ramach XeNON Collaboration, ustalając T1/2 = 1,8·1022 lat. Wykorzystano w tym celu detektor ciemnej materii XENON1T. We wcześniejszych badaniach z roku 2016, z wykorzystaniem danych zbieranych przez 166 dni za pomocą detektora XMASS-I z użyciem 835 kg ciekłego ksenonu, nie zaobserwowano oczekiwanego rozpadu. Z doświadczenia tego wynikało, że T1/2 jest większy niż 4,3·1021 lat.